# Shady Lady
Shady Lady è un singolo della cantante ucraina Ani Lorak, pubblicato nell'aprile 2008 come primo estratto dal nono album in studio Solnce.
Il singolo è stato scritto da Filipp Kirkorov e Dimitris Kontopoulos, e composto da Karen Kavaleryan.
Shady Lady ha rappresentato l'Ucraina all'Eurovision Song Contest 2008, classificandosi al 2º posto nella finale dell'evento.

## Promozione

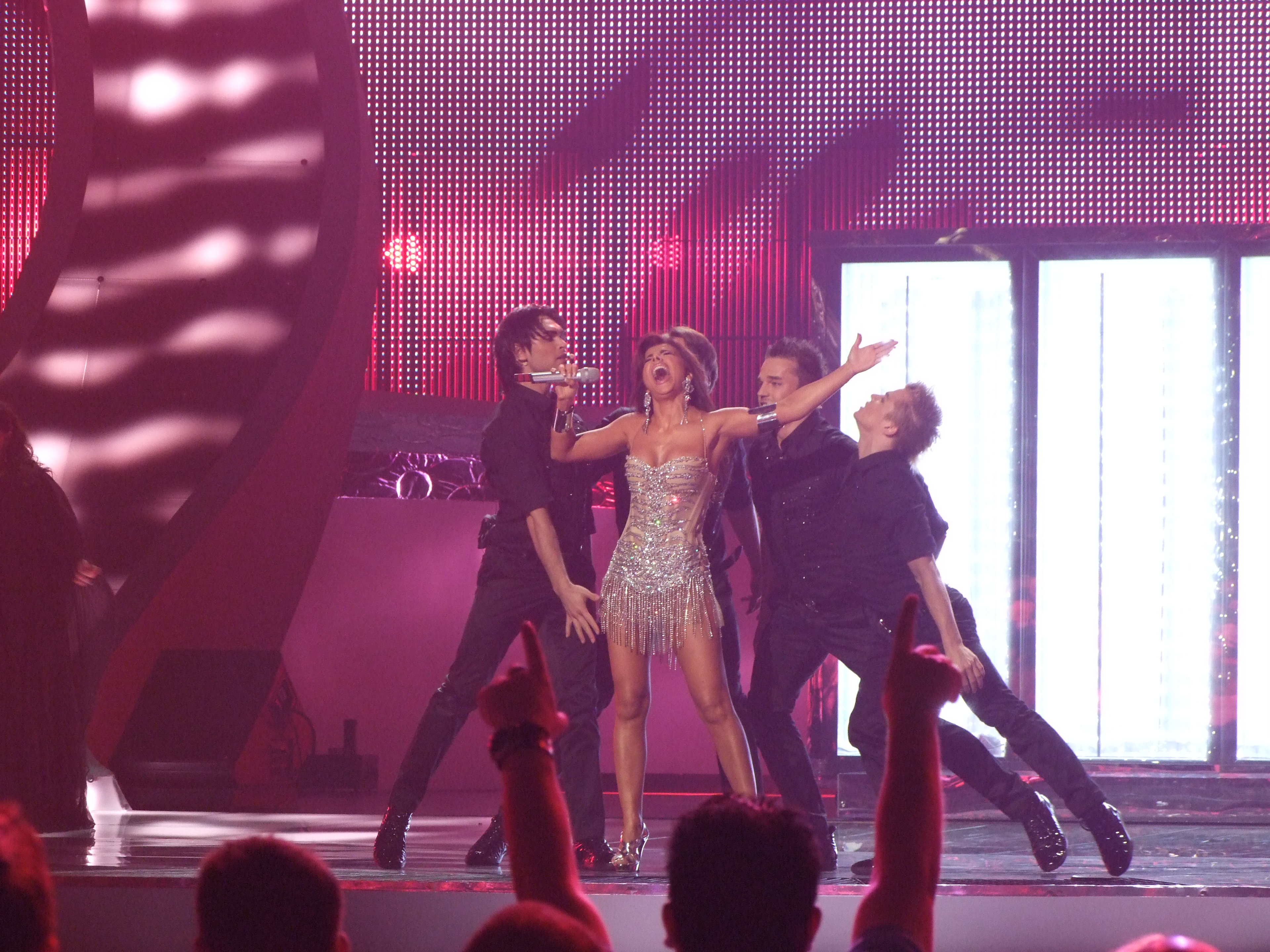
Ani Lorak mentre si esibisce sulle note del brano alla finale dell'Eurovision Song Contest, 24 maggio 2008

Dopo aver selezionato internamente la cantante Ani Lorak per rappresentante l'ex repubblica sovietica all'Eurovision Song Contest 2008, l'emittente ucraina NTU ha organizzato una finale nazionale per selezionare il brano.
Tra gli altri quattro brani proposti, Shady Lady è stato selezionato da una giuria di esperti e da circa 4 000 spettatori per rappresentare l'Ucraina al concorso canoro europeo.
Nonostante avesse diritto ad esibirsi direttamente in finale, a causa dell'inserimento delle due semifinali, l'Ucraina si è esibita 4ª nella seconda semifinale, classificandosi 1ª con 152 punti e qualificandosi per la finale. Nella finale la nazione si è esibita 18ª, classificandosi 2ª con 230 punti.

## Classifiche

### Classifiche settimanali
| Classifica (2008-11) | Posizione massima |
| -------------------- | ----------------- |
| Grecia               | 2                 |
| Svezia               | 57                |
| Ucraina              | 20                |

### Classifiche di fine anno
| Classifica (2008) | Posizione |
| ----------------- | --------- |
| Ucraina           | 80        |